# تاکشی اوراکامی
تاکشی اوراکامی (انگلیسی: Takeshi Urakami؛ زادهٔ ۷ فوریهٔ ۱۹۶۹) بازیکن فوتبال اهل ژاپن است.تاکشی اوراکامی درمجموع ۱۸۲ بازی انجام داده است.
از باشگاه‌هایی که در آن بازی کرده‌است می‌توان به باشگاه فوتبال یوکوهاما مارینوس، باشگاه فوتبال شیمیزو اس-پالس، و باشگاه فوتبال کاوازاکی فرونتال اشاره کرد.